# Resolució 2255 del Consell de Seguretat de les Nacions Unides
La Resolució 2255 del Consell de Seguretat de les Nacions Unides fou adoptada per unanimitat el 21 de desembre de 2015. El Consell aclareix quan es podrien permetre excepcions per a la prohibició de viatjar i la congelació dels saldos bancaris contra membres dels talibans i persones i organitzacions vinculades.

## Contingut
A l'octubre de 1999, es van imposar les primeres sancions contra els talibans, que controlaven la major part de l'Afganistan. Aquests es van revisar més tard i el 2015 consistien en una prohibició de viatjar, sancions financeres i un embargament d'armes. El 2011 es va crear un comitè per supervisar les sancions i gestionar la llista de sancions. A petició del govern afganès, aquest comitè ara podria permetre excepcions d'un màxim de nou mesos a la prohibició de viatjar de les persones que van participar en converses de pau i reconciliació amb el govern. Afganistan també havia demanat que se'n retiressin de la llista de sancions les persones que havien renunciat al terrorisme i s'havien reconciliat amb el govern, però aquesta qüestió encara s'havia de considerar.